# Blackburn Rovers Football Club 2014-2015
Questa voce raccoglie le informazioni riguardanti il Blackburn Rovers Football Club nelle competizioni ufficiali della stagione 2014-2015.

## Rosa[1]
| N. |                        | Ruolo | Calciatore        |
| -- | ---------------------- | ----- | ----------------- |
| 1  | Inghilterra (bandiera) | P     | Paul Robinson     |
| 2  | Galles (bandiera)      | D     | Adam Henley       |
| 3  | Inghilterra (bandiera) | D     | Tommy Spurr       |
| 4  | Inghilterra (bandiera) | D     | Matthew Kilgallon |
| 5  | Scozia (bandiera)      | D     | Grant Hanley      |
| 6  | Inghilterra (bandiera) | C     | Jason Lowe        |
| 8  | Inghilterra (bandiera) | C     | David Dunn        |
| 9  | Inghilterra (bandiera) | A     | Chris Brown       |
| 11 | Scozia (bandiera)      | A     | Jordan Rhodes     |
| 12 | Inghilterra (bandiera) | C     | Ben Marshall      |
| 13 | Inghilterra (bandiera) | P     | Simon Eastwood    |
| 14 | Svezia (bandiera)      | C     | Marcus Olsson     |
| 15 | Inghilterra (bandiera) | D     | Alex Baptiste     |
| 16 | Inghilterra (bandiera) | A     | Luke Varney       |

| N. |                             | Ruolo | Calciatore        |  |
| -- | --------------------------- | ----- | ----------------- |  |
| 17 | Giamaica (bandiera)         | C     | Lee Williamson    |  |
| 18 | Irlanda (bandiera)          | C     | John O'Sullivan   |  |
| 19 | Inghilterra (bandiera)      | C     | Chris Taylor      |  |
| 20 | Camerun (bandiera)          | D     | Yann Songo'o      |  |
| 22 | Irlanda (bandiera)          | D     | Shane Duffy       |  |
| 25 | Inghilterra (bandiera)      | C     | Ryan Tunnicliffe  |  |
| 26 | Irlanda (bandiera)          | C     | Darragh Lenihan   |  |
| 29 | Irlanda del Nord (bandiera) | D     | Corry Evans       |  |
| 30 | Inghilterra (bandiera)      | P     | Jason Steele      |  |
| 31 | Inghilterra (bandiera)      | C     | Connor Mahoney    |  |
| 32 | Scozia (bandiera)           | C     | Craig Conway      |  |
|    | Inghilterra (bandiera)      | C     | Danny Guthrie     |  |
|    | Inghilterra (bandiera)      | A     | Nathan Delfouneso |  |